# Psaume 124 (123)

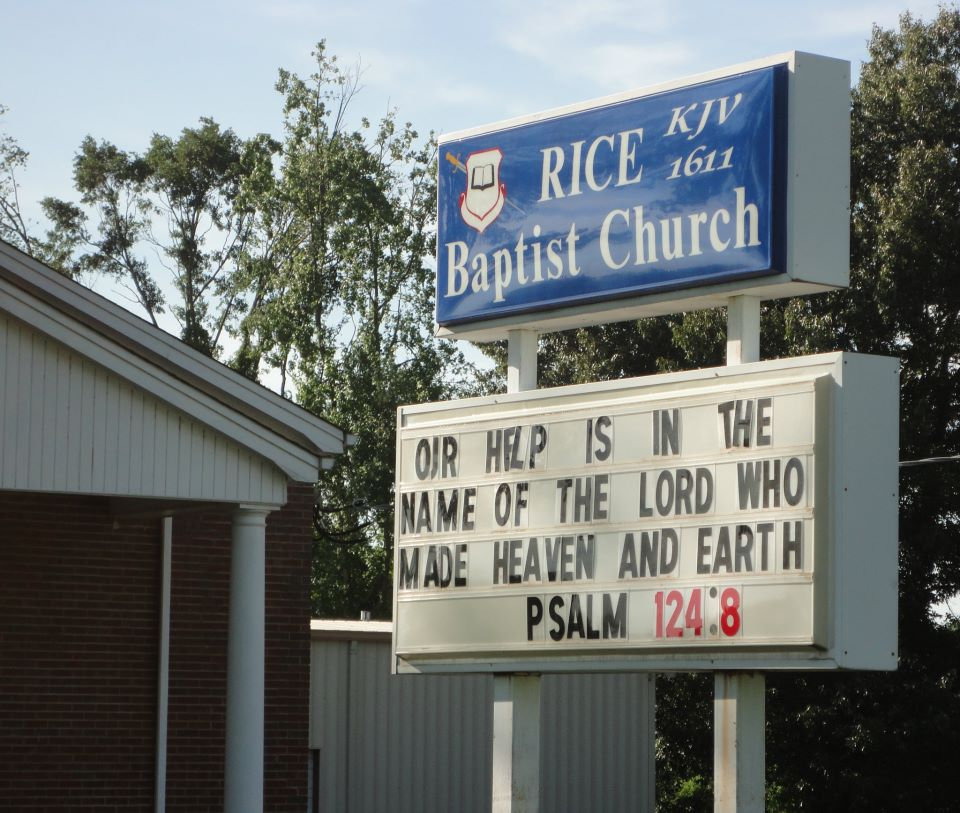
Panneau devant une église baptiste avec le psaume 124, verset 8 et l'indication que la congrégation utilise exclusivement la Bible du roi Jacques.

Le psaume 124 (123 selon la numérotation grecque) est attribué à David.

## Texte
N.B. S’il y a conflit de numérotation des versets entre l’hébreu et le latin, c’est l’original hébreu qui prévaut et la traduction française le suit. Par contre, le latin ne se plie pas à la numérotation affichée. Les numéros de versets s'appliquent au texte latin, mais la traduction est décalée par endroits.
| verset | original hébreu                                         | traduction française de Louis Segond                                                                                 | Vulgate latine                                                                                       |
| ------ | ------------------------------------------------------- | --- | --- |
| 1      | שִׁיר הַמַּעֲלוֹת, לְדָוִד:לוּלֵי יְהוָה, שֶׁהָיָה לָנוּ-- יֹאמַר-נָא, יִשְׂרָאֵל   | [Cantique des degrés. De David.] Sans l’Éternel qui nous protégea, qu’Israël le dise !                               | [Canticum graduum] huic David nisi quia Dominus erat in nobis dicat nunc Israhel                     |
| 2      | לוּלֵי יְהוָה, שֶׁהָיָה לָנוּ-- בְּקוּם עָלֵינוּ אָדָם                    | Sans l’Éternel qui nous protégea, quand les hommes s’élevèrent contre nous,                                          | Nisi quia Dominus erat in nobis cum exsurgerent in nos homines                                       |
| 3      | אֲזַי, חַיִּים בְּלָעוּנוּ-- בַּחֲרוֹת אַפָּם בָּנוּ                        | Ils nous auraient engloutis tout vivants, quand leur colère s’enflamma contre nous ;                                 | Forte vivos degluttissent nos cum irasceretur furor eorum in nos                                     |
| 4      | אֲזַי, הַמַּיִם שְׁטָפוּנוּ-- נַחְלָה, עָבַר עַל-נַפְשֵׁנוּ                   | Alors les eaux nous auraient submergés, les torrents auraient passé sur notre âme ;                                  | Forsitan aqua absorbuisset nos                                                                       |
| 5      | אֲזַי, עָבַר עַל-נַפְשֵׁנוּ-- הַמַּיִם, הַזֵּידוֹנִים                      | Alors auraient passé sur notre âme les flots impétueux.                                                              | Torrentem pertransivit anima nostra forsitan pertransisset anima nostra aquam intolerabilem          |
| 6      | בָּרוּךְ יְהוָה-- שֶׁלֹּא נְתָנָנוּ טֶרֶף, לְשִׁנֵּיהֶם                       | Béni soit l’Éternel, qui ne nous a pas livrés en proie à leurs dents !                                               | Benedictus Dominus qui non dedit nos in captionem dentibus eorum                                     |
| 7      | נַפְשֵׁנוּ-- כְּצִפּוֹר נִמְלְטָה, מִפַּח יוֹקְשִׁים:הַפַּח נִשְׁבָּר, וַאֲנַחְנוּ נִמְלָטְנוּ | Notre âme s’est échappée comme l’oiseau du filet des oiseleurs ; le filet s’est rompu, et nous nous sommes échappés. | Anima nostra sicut passer erepta est de laqueo venantium laqueus contritus est et nos liberati sumus |
| 8      | עֶזְרֵנוּ, בְּשֵׁם יְהוָה-- עֹשֵׂה, שָׁמַיִם וָאָרֶץ                        | Notre secours est dans le nom de l’Éternel, qui a fait les cieux et la terre.                                        | Adiutorium nostrum in nomine Domini qui fecit caelum et terram                                       |

## Usages liturgiques

### Dans le judaïsme
Le psaume 124 est récité d’après la Min'ha entre la fête de Souccot et le dimanche précédent la pâques juive (Pessa'h).

### Dans le christianisme

#### Chez les catholiques
Selon la règle de saint Benoît établie vers 530, ce psaume était exécuté traditionnellement pour l'office de sexte pendant la semaine, à savoir du mardi jusqu'au samedi, entre les psaume 123 (122) et psaume 125 (124).
Dans la liturgie des Heures, le psaume 124 est actuellement récité aux vêpres du lundi de la troisième semaine.

## Mise en musique
Michel-Richard de Lalande composa en 1694 un motet au regard de ce psaume (S. 42), pour les offices de Louis XIV, à la chapelle royale du château de Versailles.
Marc-Antoine Charpentier compose vers 1690 un "Nisi quia Dominus erat  in nobis" H.217 pour solistes, chœur, et basse continue.